# Isla el Terrón
Isla el Terrón är en ö i Mexiko. Den ligger i delstaten Veracruz, i den sydöstra delen av landet. Närmaste större samhälle är San Andrés Tuxtla. Ön är en häckningsplats för flockar av pelikaner.